# حزب کمونیست کارگری ایران–حکمتیست
حزب کمونیست کارگری ایران–حکمتیست یک حزب سیاسی در ایران و اپوزیسیون جمهوری اسلامی است که علیه این حکومت فعالیت می‌کند. دفتر رسمی این حزب در خارج از ایران قرار درد. دبیر فعلی کمیتۀ مرکزی این حزب ناصر مرادی و رئیس فعلی دفتر سیاسی آن سیاوش دانشور است.

## تاریخچه
در سال ۱۳۸۳ بیش از نیمی از کمیته مرکزی حزب کمونیست کارگری ایران و تقریباً تمام کمیتۀ کردستان آن از این حزب انشعاب کرده و حزب جدیدی با نام «حزب کمونیست کارگری ایران-حکمتیست» تشکیل دادند.
در سال ۲۰۱۲ (۱۳۹۱ خورشیدی) انشعاب دیگری در حزب کمونیست کارگری-حکمتیست اتفاق افتاد که در نتیجۀ آن بخشی از اعضای این حزب جدا شدند. این گروه منشعب با همان نام قبلی یعنی حزب کمونیست کارگری ایران–حکمتیست به فعالیت خود ادامه داد و برای مدت بیش از دو سال، دو حزب با نام حزب کمونیست کارگری ایران–حکمتیست وجود داشت. کنگرۀ هفتم حزب اولیه در سال ۲۰۱۴ پسوند «(خط رسمی)» را به پایان نام خود افزود و به این ترتیب از گروه منشعب که با همان نام «حزب کمونیست کارگری ایران-حکمتیست» فعالیت می‌کند متمایز شد.